# 우리 읍내 (희곡)

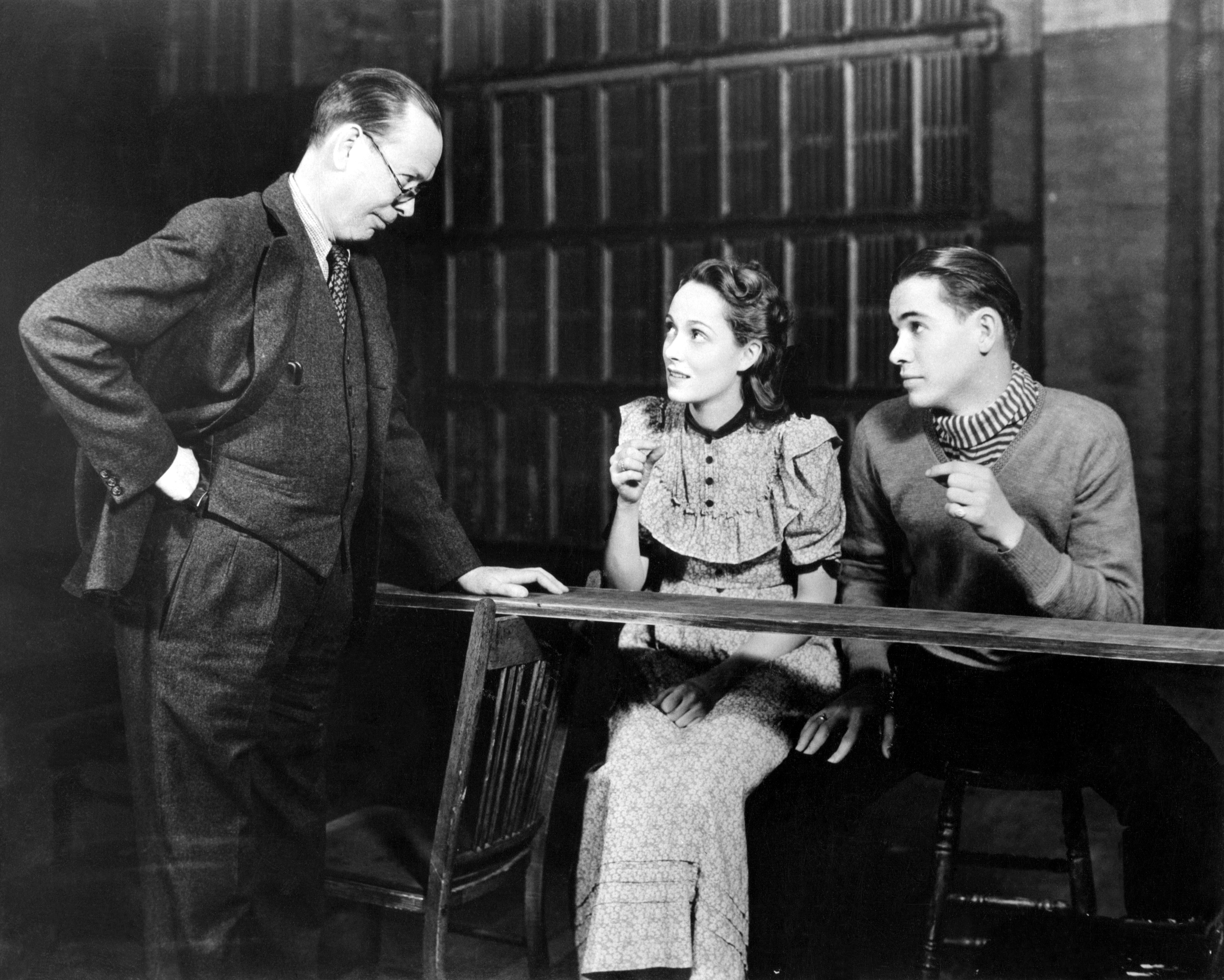

《우리 읍내》(Our Town)는 미국 극작가 손턴 와일더의 작품이다. 1938년 작품이다. 미국의 어느 소읍(小邑)을 무대로 1900년 초를 시기로 잡은 이 극은 평범한(거의 극적인 사건이 벌어지는 일 없는) 사람의 삶과 죽음을 그린 작품이다. 이름없이 평범하게 살아간 그 생활 속에 인생의 참뜻이 있지만 사람들은 대개 그 뜻을 이해하지 못하고 살아가는 존재라는 것을 거창한 주제의식 같은 것을 전혀 배제한 채 그려보이는 데 특색이 있다.  한국에서는 이화여대 '영어극'(1957. 5), '고대극회'(1959. 5. 김갑순 역, 이기하 연출), '실험극장'(1970. 9. 오화섭 역, 김영현 연출) 등에 의하여 상연된 바 있다.  에밀리와 조지 두 남녀가 한 고을의 이웃에 살면서 학교에 같이 다니고 졸업해서 곧 결혼하고 아이를 낳고, 그리고 에밀리는 요절하고 만다는 이야기뿐인데 작자의 주안점은 그들의 이야기 자체에 있는 것이 아니라, 인생이 그런 식으로 벌어지고 그 속에 깊디깊은 진리가 숨어 있다는 것을 강조한다. 따라서 1막은 일상생활, 2막은 사랑과 결혼, 3막은 죽음이라고 각 장면을 설명하고, 이색적으로 제3막을 묘지의 장면으로 하여 죽은 자들을 등장 인물로 하고 있다. 작품 전체에 개별적인 것을 통한 보편화의 의도가 뚜렷이 엿보인다.